# 범안열원충과
범안열원충과(汎岸熱原蟲科, Theileriidae)는 정단복합체충문에 속하는 기생 원생생물과의 하나이다. 범안열원충속 등을 포함하고 있다.

## 하위 속
- Cytauxzoon
- 범안열원충속 (Theileria)